# Metroid (Computerspiel)
Metroid ist ein Videospiel für das Nintendo Entertainment System und der erste Teil des Metroid-Franchises. Das Actionspiel wurde von Nintendos Research & Development 1 entwickelt und am 6. August 1986 in Japan veröffentlicht, später auch in Nordamerika und Europa.

## Handlung
Im Jahr 20X5 greifen die Weltraumpiraten ein Weltraumforschungsschiff der Galaktischen Föderation an und beschlagnahmen Proben von Metroid-Kreaturen. Die Metroids sind gefährliche schwebende Organismen und können sich an jeden Organismus klammern und ihm seine Lebensenergie entziehen, um ihn zu töten. Die Weltraumpiraten planen, Metroids zu replizieren, indem sie sie Betastrahlen aussetzen und sie dann als biologische Waffen einsetzen, um alle Lebewesen zu zerstören, die sich ihnen widersetzen. Auf der Suche nach den gestohlenen Metroids findet die Galaktische Föderation die Operationsbasis der Weltraumpiraten auf dem Planeten Zebes. Die Föderation greift den Planeten an, aber die Piraten widerstehen und zwingen die Föderation zum Rückzug.
Als letzten Ausweg beschließt die Föderation, einen einsamen Kopfgeldjäger zu entsenden, um in die Basis der Piraten einzudringen und Mother Brain zu zerstören, die biomechanische Lebensform, die die Festung der Weltraumpiraten und ihre Verteidigung kontrolliert. Samus Aran gilt als die größte aller Kopfgeldjäger und wird für die Mission ausgewählt. Samus landet mit ihrem Raumschiff auf der Oberfläche von Zebes und erkundet den Planeten. Dort findet sie Upgrades wie Raketen, Energietanks, den Morphball, Bomben und den Eisstrahl. Sie trifft auf Kraid, einen Verbündeten der Weltraumpiraten. Später trifft sie auf Ridley, den Kommandanten der Weltraumpiraten. Schließlich tötet Samus die Metroids und am Ende kann sie auch Mother Brain besiegen. In der Höhle befindet sich eine zeitgesteuerte Bombe, aber Samus kann entkommen, bevor sie explodiert.

## Spielprinzip
Metroid ist ein Actionspiel, in dem der Spieler Samus Aran steuert. Das Spiel findet auf dem fiktiven Planeten Zebes statt, einer großen Welt mit offenem Ende und Bereichen, die durch Türen und Aufzüge verbunden sind. Der Spieler steuert Samus, während sie durch die Höhlen des Planeten reist und Weltraumpiraten jagt. Sie beginnt mit einem schwachen Energiestrahl als einzige Waffe und nur mit der Fähigkeit zu springen. Der Spieler erkundet weitere Gebiete und sammelt Power-Ups, die Samus besondere Fähigkeiten verleihen und ihre Rüstung und Waffen verbessern, sodass sie Bereiche betreten kann, die zuvor unzugänglich waren. Zu den Power-Ups, die im Spiel enthalten sind, gehören der Morph Ball, der es Samus ermöglicht, sich zu einem Ball zusammenzurollen, die Bombe, die nur in Kugelform verwendet werden kann und versteckte Orte öffnen kann und der Screw Attack.
Außerdem gibt es im Spiel zwei Boss-Gegner namens Kraid und Ridley, die Samus besiegen muss, um weiterzukommen. Gewöhnliche Feinde liefern normalerweise zusätzliche Energie oder Munition, wenn sie besiegt werden. Sobald Kraid und Ridley beide besiegt wurden, kann der Spieler auf ihre Leichen schießen, um den Weg zum letzten Bereich zu öffnen und sich dem Motherbrain zu stellen.

## Rezeption
Metroid erhielt bei der Veröffentlichung positive Kritiken. Famitsu bewertete es 1989 mit fünf von fünf Sternen. Game Players lobte sein „hervorragendes, schnelles Gameplay“. In der Nintendo Power wurde Metroid mit 5/5 für Grafik und Sound, 4,5/5 für Gameplay und 5/5 für Spielspaß bewertet.